# أيون جورجي مورير
أيون جورجي مورير (بالرومانية: Ion Gheorghe Maurer) (و. 1902 – 2000 م) هو محامي، وسياسي، ودبلوماسي من رومانيا . ولد في بوخارست .
توفي في بوخارست، عن عمر يناهز 98 عاماً.

## مناصب
تولى منصب رئيس رومانيا، ورئيس وزراء رومانيا .

## روابط خارجية
- أيون جورجي مورير على موقع مونزينجر (الألمانية)
- أيون جورجي مورير على موقع أوليمبيديا (الإنجليزية)